# ダーク・ホース 1976-1989
『ダーク・ホース 1976-1989』(Best of Dark Horse 1976–1989)は、1989年10月23日に発表されたジョージ・ハリスンのベスト・アルバム。日本国内では11月10日にリリースされた。1997年にワーナーミュージック・ジャパンから廉価版で再発されたが、その後廃盤となっている。

## 解説
ジョージ・ハリスンがワーナー・ブラザース・レコード傘下の自己レーベル"ダーク・ホース・レコード"に在籍していた1976年から1989年までに発表された、彼の5枚のオリジナル・アルバムから選ばれた12曲と、このアルバムのみに収録された新曲3曲からなるベスト・アルバムとなっている。バングラデシュ難民救済コンサートなど華々しい活躍を見せていたアップル/EMI在籍期に較べ、軽視されがちな時期の作品をバランスよくまとめており、ジョージが音楽家として地道に積み上げてきた実績を手っ取り早く知るには最適のアルバムとなっている。アルバム『クラウド・ナイン』やトラヴェリング・ウィルベリーズとしての成功によって、久々に第一線へと返り咲いた1989年にリリースされたが、アメリカで132位、イギリスではチャートインなしとセールス的にはふるわなかった。日本ではオリコンのアルバムチャートで最高51位を記録し、約7000枚を売り上げた。
先述の通り現在は廃盤となっており、本作にしか収録されていない曲については未だリマスターされていない。

## 収録曲
- 特記なき楽曲は作詞/作曲：ジョージ・ハリスン

### Side A
1. プアー・リトル・ガール - Poor Little Girl (4:33)
このアルバムのために書き下ろされた楽曲。アルバム発売後に日本のみでシングル・カットされた。又、イギリス版シングル『Cheer Down』のカップリングにもなった。
2. ブロー・アウェイ - Blow Away (3:59)
3. ザッツ・ザ・ウェイ・イット・ゴーズ - That's The Way It Goes (3:34)
4. コッカマミー・ビジネス - Cockamamie Business (5:15)
このアルバムのために書き下ろされた楽曲。他の2曲の新曲とは異なりシングルカットされていないため、このアルバムでしか聴くことができない。
5. 愛に気づいて - Wake Up My Love (3:32)
6. ライフ・イットセルフ - Life Itself (4:24)
7. セット・オン・ユー - Got My Mind Set On You(3:51)
(作詞・作曲: ルディ・クラーク)
8. 人生の夜明け - Crackerbox Palace (3:56)

### Side B
1. クラウド・ナイン - Cloud 9 (3:14)
2. ヒア・カムズ・ザ・ムーン - Here Comes The Moon (4:10)
『慈愛の輝き』収録曲のショート・バージョン。
3. ゴーン・トロッポ - Gone Troppo (4:23) ※CDのみの収録
4. FAB - When We Was Fab (3:56)
(作詞・作曲: ジェフ・リン, ジョージ・ハリスン)
5. 愛はすべての人に - Love Comes To Everyone (3:40)
『慈愛の輝き』収録曲のシングル・エディット。
6. 過ぎ去りし日々 - All Those Years Ago (3:45)
7. チアー・ダウン - Cheer Down (4:08)
(作詞: トム・ペティ)
1989年公開のメル・ギブソン、ダニー・グローバー主演の映画『リーサル・ウェポン2/炎の約束』主題歌。もともとはエリック・クラプトンに提供する予定の楽曲だったといわれている。アメリカと日本ではシングルとしてもリリースされ、イギリスでは遅れて当アルバムからのシングル・カットとしてリリースされた。